# Падингтън
Падингтън (на английски: Paddington) е квартал в Централен Лондон. Названието Падингтън е регистрирано през 1056 г. До 1965 г. е бил със статут на град. Жп и метро транспортен възел. Тук се намира престижната болница Сейнт Мери.

## Личности
Родени
- Алек Гинес (1914-2000), английски артист
- Джо Коул (р. 1981), английски футболист
- Рона Митра (р. 1976), английска актриса
- Ема Томпсън (р. 1959), английска актриса
- Уилям Уелс (р. 1982), принц на Уелс
- Хенри Уелс (р. 1984), принц на Уелс